# Enicospilus pseudonymus
Enicospilus pseudonymus là một loài tò vò trong họ Ichneumonidae.